# تشوب تازيا
تشوب تازيا (بالأردية: چُپ تَعِزْیَہ) أو التزية الصامتة هو الاسم الذي يطلق على المواكب الدينية التي تقام غالبا في الثامن من ربيع الأول من قبل الشيعة الإثني عشرية في الهند وباكستان لإحياء ذكرى وفاة الإمام الحسن العسكري ، الحادي عشر من الأئمة الشيعة الإثني عشرية. يعتبر الموكب عادة على انه آخر موكب لفترة الحداد التي تبدأ في شهر محرم  من التقويم الاسلامي

## الأصل في لكهنؤ
الموكب المعروف باسم تشوب تازيا نشأ في مدينة لكهنؤ الهندية قبل أن تنتشر إلى أجزاء أخرى من جنوب آسيا . يعود الموكب إلى عصر النوابي وقد بدأه نواب أحمد علي خان شوكت يار جونغ حفيد باهو بيجوم. إنها أحد أهم مواكب أزاداري في لكهنؤ وهي حاليًا واحدة من المواكب التسع المسموح بها. خلال القرن التاسع عشر ، تم تحويل موكب عائلة نواب أججان ميان الذي كان يقام في السابق في يوم الاربعين (20 صفر ) إلى اليوم الثامن عشر من الاربعين ، أي الثامن من ربيع الأول . هذا الموكب الأخير الذي ينطلق في صباح يوم 8 ربيع الأول . ويشمل علم، زاري وتازيا ، وينشأ من إمامبارا ناظم صاحب في شارع فيكتوريا ويتحرك في صمت تام أثناء مروره عبر باتانالا حتى ينتهي في كربلاء الكاظمين، حيث دفنت التازية السوداء الضخمة. في 26 مايو 1969 ، بعد سلسلة من الاشتباكات الجادة والقتل ، اندلعت أعمال شغب أخرى عندما تعرض العلم الشيعي وموكب نازية الصمت الذي مر على عبر أحياء بول غلام ومحمود نجار ذات الأغلبية السنية بشكلٍ هادئ تقريبًا لقذف الحجارة من مسجد سني عند وصول الموكب إلى محمود المسجد حيث وصل الموكب محمودناغار.

## الله أباد
هناك موكبان لتازية الصمت في الله أباد ، 
1. الموكب الأول لأ نجومان الحيدرية يبدأ من إمامبارا ميرزا نقي بيغ في راني ماندي ويمر عبر باتشاجي كي كوثي وكوتوالي وخلد آباد وينتهي في كربلاء.
2. الموكب الثاني لـدستة عباسية يبدأ من مسجد الإمام رضا أوامامبارا لدان خان في درياباد ويبلغ ذروته في إمامبارا باثانوالي عرب علي خان.

## حيدر أباد ، الهند
في حيدر أباد (الهند) ينطلق الموكب من فوقية دبيربورا ويصل إلى مكان الألواء السرطوق المبارك في دار الشفاء وهي منطقة ذات غالبية شيعية في حيدر أباد قبل صلاة المغرب مباشرة (صلاة المغرب). في هذا المكان يتم ترتيب مجلس قصير وبعد هذا المجلس يتم إزالة الأعلام السوداء التي ترمز إلى الحزن ورفع الأعلام الحمراء التي ترمز إلى الفرح. يتم تغيير الأعلام بهذه الطريقة لأن اليوم التالي، التاسع من ربيع الأول، هو يوم الاحتفال (عيد الزهراء عليها السلام).

## كراتشي
بدأت تشوب تازيا في باكستان بعد استقلال باكستان عام 1947. السيد نواب حسن لكهنؤي هو مؤسس تازية الصمت في كراتشي ، باكستان. بعد وفاته ، استمر ابنه مهمته. والآن يقود السيد امتياز حسين موكب تازية الصمت في حديقة نيشتار، في كراتشي. هناك موكبان لنازية الصمت في كراتشي:
1. يبدأ الموكب الأول بعد صلاة الفجر من حديقة نشتار في سولجر بازار ويبلغ ذروته في إمامبارجه الحسينية الإيرانية في خرادار بعد صلاة الظهرين.
2. يبدأ الموكب الثاني من قصر المسيب في جمعية رضوية ويبلغ ذروته في مسجد الإمام بارجه شاه النجف على طريق مارتن.

## كاموكي-جوجرانوالا
بدأت تشوب تازيا في باكستان بعد استقلال باكستان عام 1947. في عام 1998 ، بدأ سيد علي عباس نقفي تظاهرة تشوب تازيا في كاموكي- جوجرانوالا ، باكستان. في كاموكي ، في 8 ربيع الأول ، يُعقد تشوب تازيا جلوس / مجلس في نجري عباس شاه وبعد أن يبدأ مجلس جلوس و وينتهي عند أزاخانة طالب حسين فاروقي / الدكتور شاهد فاروقي على طريق GT في الساعة 6:00 مساءً.
بدأ موكب تشوب تازيا في أليبور تشاثا (أكالغار) في منطقة جوجرانوالا من قبل الدكتور سيد علي أختر في عام 1948 عندما هاجر من مقاطعة سادهاورا في منطقة أمبالا (الآن تابعة لمقاطعة يمناناجار) في الهند، في استمرارية لموكب تشوب تازيا التاريخي من سادهاورا. تبدأ مجالس تشوب تازيا يوم 6 ربيع الأول، ويتم إخراج غوارا حضرة علي أصغر (ع) بعد المجلس في 7 ربيع الأول. في يوم 8 ربيع الأول ينطلق موكب تشوب تازيا في الصباح من إمام برغاه دربار حسين ويسلك طريقه إلى إمام برغاه سادات عبر المدينة. يلقي المتحدثون البارزون خطابات طوال اليوم. ييقوم أنصار الإمام الحسين (ع) بأداء المتم من شارع حيدري إلى إمام برغاه سادات.